# 팔려간 신부

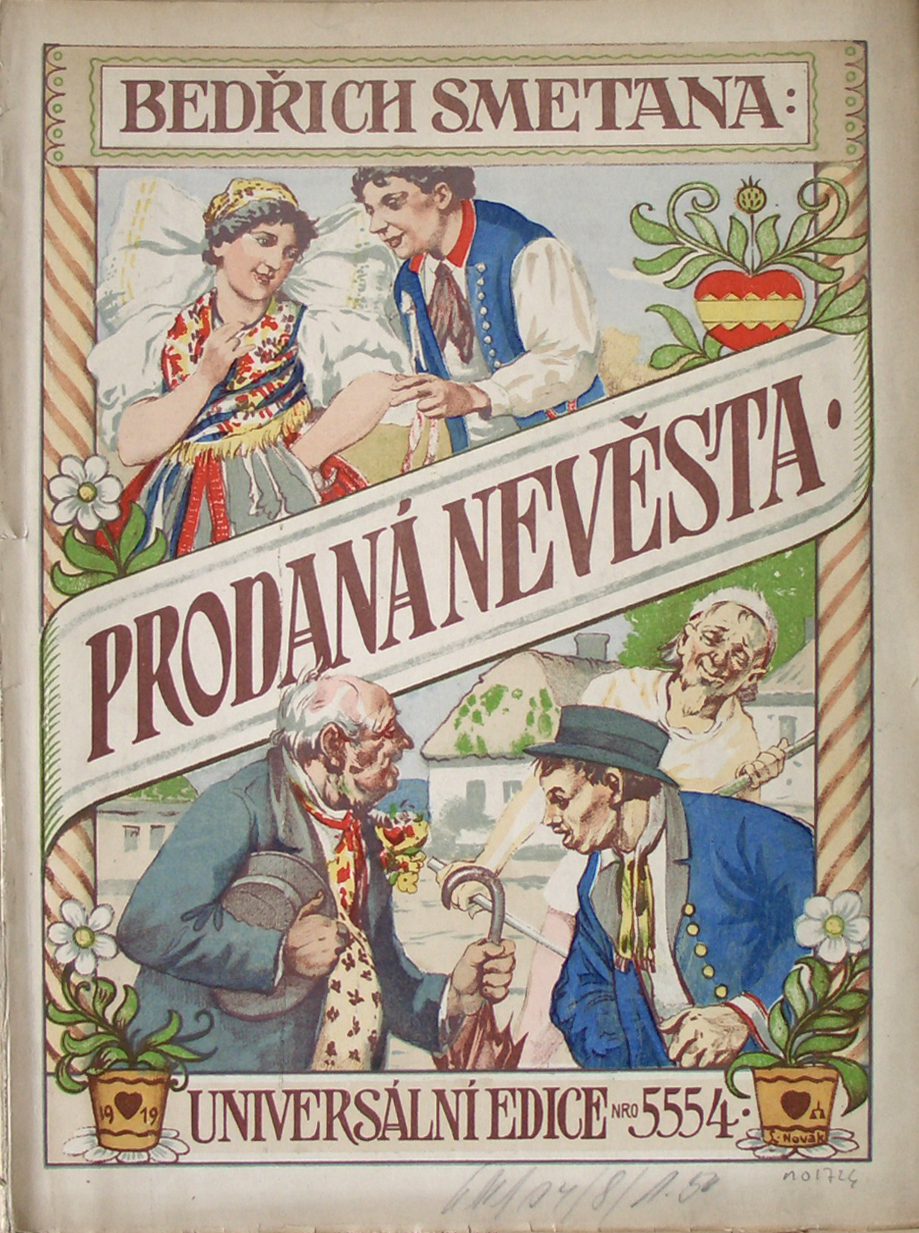

팔려간 신부(체코어: Prodaná nevěsta)는 베드르지흐 스메타나가 작곡한 두 번째 오페라로, 3막의 희극 오페라이다. 스메타나의 《보헤미아의 브란덴부르크인》(Braniboři v Čechách) 대본을 작성했던 카렐 사비나가 체코어 대본은 완성하였다. 이 오페라는 4개의 판본이 존재한다. 처음 원래의 판본(1863–66)은 2막이였고, 첫 번째 수정판은 1869년, 두 번째 수정판 역시 1869년에 3막으로 수정되었고, 마지막 수정판은 1869년과 70년 사이이 완성되었다. 이 마지막 판본의 초연은 1870년 9월 25일 프라하의 임시적인 극장에서 초연되었다.
메테르니흐 공주의 노력으로 "팔려간 신부'는 1892년 빈에서 공연되어, 상당한 인기를 얻었고, 이는 스메타나의 오페라들 중에서 유일하게 체코 지방을 제외한 국가의 공연 상연 목록 중 하나가 되었다. 이 오페라의 서곡과 3개의 춤곡은 관현악곡 레퍼토리의 일부가 되어 공연된다.

## 음악
응